# Roi Arthur
Pour les articles homonymes, voir King Arthur et Arthur.
Le roi Arthur, ou (tardivement) Arthur Pendragon, est, d'après les romances médiévales, un seigneur breton qui aurait organisé la défense des peuples celtes des îles Britanniques et de Bretagne armoricaine face aux envahisseurs germaniques à la fin du Ve siècle ou au début du VIe siècle. La légende d'Arthur est principalement inspirée par le folklore et l'invention littéraire, et son existence historique n'est pas attestée. Les sources historiques sont recueillies sur de rares textes contradictoires, essentiellement des poèmes et contes en langue galloise, des annales et chroniques décrivant la romanisation et la christianisation de la Grande-Bretagne comme les Annales Cambriae et l'Historia Brittonum et la vie des premiers saints de l'île bretonne, comme Gildas le Sage. Le nom d'Arthur apparaît également dans d'anciens poèmes tel que le Y Gododdin. Son histoire se situe à une époque où le terme « Bretagne » désignait la grande moitié sud de l'actuelle Grande-Bretagne.
La figure légendaire d'Arthur s'est développée essentiellement grâce à la Historia regum Britanniae (« Histoire des rois de Bretagne ») écrite par Geoffroy de Monmouth au XIIe siècle. Toutefois, antérieurement à cette œuvre, certains contes et poèmes gallois ou bretons, ainsi que des chroniques ou annales reprenant des traditions orales, font déjà apparaître Arthur comme un grand guerrier défendant la Bretagne des hommes et d'ennemis surnaturels ou comme une figure magique du folklore, parfois associée à Annwvyn, l'autre monde celtique. La part du récit de Geoffroy de Monmouth, écrit encore en latin, adapté des sources antérieures, et celle issue de son imagination sont inconnues.
Bien que les thèmes, les événements et les personnages de la légende du roi Arthur varient considérablement de texte en texte, et qu'il n'existe pas de version unique, les événements contés dans la Historia regum Britanniae ont servi de base pour la plupart des histoires postérieures.
Geoffroy de Monmouth dépeint Arthur comme un roi ayant établi un empire rassemblant toute l'île de Bretagne, ainsi que l'Irlande, l'Islande, la Norvège, le Danemark et une bonne partie de la Gaule. En fait, beaucoup d'éléments qui font désormais partie intégrante de l'histoire du roi Arthur apparaissent dans la Historia regum Britanniae : le père d'Arthur Uther Pendragon, Merlin l'Enchanteur, l'épée Excalibur, la naissance d'Arthur à Tintagel, sa dernière bataille contre Mordred à Camlann et sa retraite finale à Avalon.
Au XIIe siècle, l'écrivain français Chrétien de Troyes y ajoute Lancelot du Lac et le Saint Graal et crée le genre de la romance arthurienne (en puisant dans la matière de Bretagne), qui devient un domaine important de la littérature médiévale. Dans ces histoires, la narration se concentre souvent sur d'autres personnages, tels que les différents chevaliers de la Table ronde, au lieu de se focaliser sur le roi Arthur. La littérature arthurienne a prospéré pendant le Moyen Âge, avant de perdre de l'importance dans les siècles qui suivent. Elle est redevenue un sujet à la mode depuis le XIXe siècle. Au XXIe siècle, le roi Arthur est toujours un personnage mis en scène, à la fois dans la littérature mais aussi dans les adaptations scéniques (festivals, spectacles vivants), au théâtre, au cinéma, à la télévision, dans les bandes dessinées, et d'autres médias.

## Origine du nom
Le prénom Arthur était en rapport étymologique avec le nom celtique de l'ours, « artos » signifiant à la fois « ours » et « guerrier ». On rapproche son nom avec celui de la déesse ourse Artio. Arthur s'expliquerait par *Arto-rix « roi-ours » ou « roi des guerriers » par un intermédiaire latinisé *Artori(u)s.
Pendragon, surnom d’Uther, n’est jamais attribué à Arthur avant le cycle poétique Idylls of the King d’Alfred Tennyson, publié entre 1859 and 1885. Les œuvres plus récentes retiennent parfois le nom Arthur Pendragon, bien que la notion de nom de famille n’ait pas existé à l’époque arthurienne, les surnoms ne se transmettant pas de père en fils.
On remarque au VIe siècle une certaine augmentation des noms tels Arzur, Arzul', Arthus, Artus ou Arthur[réf. nécessaire] qui laisse supposer l'existence d'un personnage ayant marqué les esprits.
Le nom lui-même revêt un symbole de force, de stabilité et de protection, caractères bien présents dans sa légende : c'était un homme réputé fort, posé, et, en tant que roi, garant de la sécurité de ses sujets. Dans la civilisation celtique, l'ours est avant tout l'animal emblématique de la royauté. À travers son hibernation, il marque également le rythme des saisons. Les dates de naissance et de mort d'Arthur correspondent au cycle d'hibernation de l'ours, et encadrent donc un moment Arthurien dans le royaume.
Néanmoins, à l'époque où naît la légende arthurienne (XIIe siècle), la place de l'ours comme animal emblématique est prise par le lion,. Ainsi, dans l'Historia Regum Britanniae, Arthur rêve à un combat entre un ours et un dragon. Mais Arthur est le dragon, et non l'ours.
La transcription latine basée sur cette racine celtique donnerait le nom Artorius[réf. nécessaire], ce qui appuierait l'hypothèse romaine identifiant le roi Arthur au personnage de Lucius Artorius Castus. Néanmoins, l'assimilation d'Arthur à Artorius repose sur des bases très fragiles.

## Le roi Arthur dans l'histoire
Les historiens restent très prudents quant à une possible existence du personnage et ont tendance à rejeter Arthur « hors de l’écriture historique sérieuse », ce qui n'a pas empêché, depuis les années 1950, de nombreux médiévistes, historiens, archéologues ou écrivains, de tenter de rendre compte des origines de la légende arthurienne. Diverses hypothèses ont été avancées.

### Les diverses hypothèses

#### L'hypothèse galloise

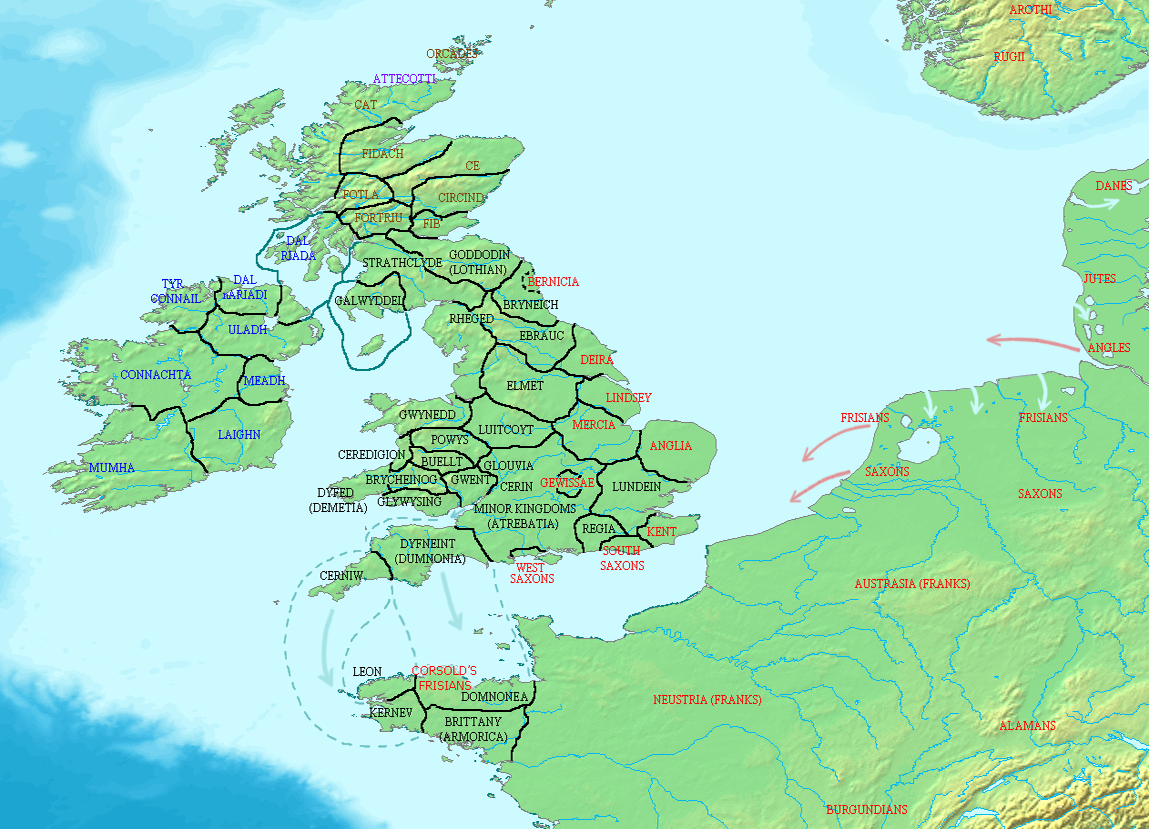
Géographie de la Bretagne vers l'an 500

Les défenseurs de l'hypothèse galloise constatent que le roi Arthur apparaît pour la première fois dans les légendes et élégies galloises, bien avant d'être repris dans les romans de chevalerie du XIIe siècle.
Arthur serait né vers 470/475 et serait originaire du pays de Galles, ou de l'ouest de l'Angleterre, mais l'emplacement exact de sa cour, connue sous le nom de Camelot, reste un mystère. Il aurait repoussé l'invasion des Saxons au début du VIe siècle bien qu'il n'ait jamais été couronné roi. En effet, la chronique de Nennius (IXe siècle) le désigne comme un dux bellorum (chef de guerre) combattant « avec les rois bretons » et les textes médiévaux en gallois ne lui donnent jamais le titre de roi, mais l'appellent amerauder (« empereur »).
Certains auteurs en feraient un grand propriétaire terrien romanisé ayant constitué, comme c'était alors courant, sa propre troupe de bucellaires, mercenaires à la solde d'une personne riche et payés en nourriture, d'où leur nom (buccelus = biscuit), et ayant prêté main-forte aux rois bretons contre les Saxons. En outre, dès le IVe siècle, les corps de bucellaires sont constitués majoritairement de cavaliers. La légende d'un corps de cavaliers d'élite servant Arthur pourrait y trouver son origine.
Vers 600, le nom d’Arthur est présent dans quatre familles royales de l'Ouest de la Bretagne, ce qui suggère qu'à cette époque Arthur ait déjà été célèbre.

#### Les hypothèses romaines
Kemp Malone a estimé avoir retrouvé le vrai Arthur dans le personnage de Lucius Artorius Castus. La parenté de nom est en effet assez troublante. Ce préfet romain, installé à York, a commandé (l'épigraphie l'atteste) la VIe Légion Victrix, chargée de combattre les Calédoniens (peuple de l'actuelle Écosse) au-delà du mur d'Hadrien. Il a remporté contre eux (et non contre les Saxons) une suite de victoires entre 183 et 185 apr. J.-C. Ensuite, il aurait été envoyé en Armorique mater une rébellion ; cependant de récentes recherches tendent à prouver qu'il aurait été envoyé en Arménie. Lors de cette expédition, il portait le titre de dux, ce qui n'est pas sans rappeler le titre de dux bellorum rapporté par la chronique de Nennius.
Selon Geoffrey Ashe, reprenant la thèse de Léon Fleuriot, le légendaire Arthur est inspiré du personnage réel de Riothamus, qui aurait porté le titre de « roi des Bretons » entre 454 et 470. Celui-ci aurait fait campagne en Gaule au cours des années 468 et 469 pour appuyer les Gallo-romains contre les Wisigoths, avant d'être battu par ces derniers à la bataille de Déols.
Plus récemment, C. Scott Littleton et Linda A. Malcor ont repris ces deux dernières hypothèses et affirment que le Arthur de Camelot est la synthèse du Romain Lucius Artorius Castus et du Britannique Riothamus. Pour ces deux chercheurs, le nom d'Arthur est la « celticisation » d'Artorius. Mais ce dernier, personnage assez mineur dans l'Histoire de Bretagne, ne peut plus être considéré comme le modèle du roi Arthur[pourquoi ?].

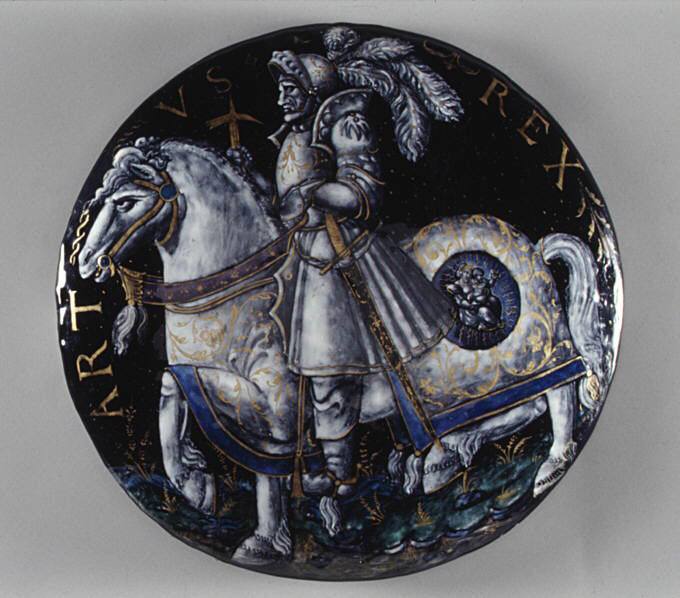
Colin Nouailher, Le Roi Arthur, d'après Jacob Cornelisz van Oostsanen, v. 1541, Metropolitan Museum of Art.

Ainsi, il apparaît que certains auteurs médiévaux ont voulu réécrire l'histoire transformant en victoire la défaite essuyée par les Bretons lors de la bataille de Déols. Après s'être rendu maître de toute l'île de Bretagne, Arthur aurait ainsi conquis l'Irlande, l'Islande, la Norvège, le Danemark et une bonne partie de la Gaule. Il aurait même vaincu les légions romaines en Burgondie (Bourgogne), au cours d'une expédition qui l'aurait mené jusqu'à Rome…
On peut également évoquer l'hypothèse du décalage chronologique. Dans ce cas, la bataille de Camlann contre l'usurpateur Mordred aurait eu lieu vers 490, alors qu'Arthur revenait de son expédition en Gaule, où il serait allé prêter main-forte aux troupes gallo-romaines confrontées à l'invasion franque. Dans le cadre de cette hypothèse, une nouvelle datation a été proposée : la bataille du Mont Badon doit être placée dans la chronologie aux environs des années 475 et l'arrivée des Saxons en Bretagne aux environs de 428.
Selon l'historienne Norma Goodrish, la tombe d'Arthur datant du IIIe siècle se trouve dans la Civil parish (la « commune ») d'Arthuret où s'est déroulée la Bataille d'Arfderydd près du mur d'Hadrien, région dans laquelle Lucius Artorius Castus défendait le limes romain.
La théorie qui voit dans Riothamus le personnage historique d'Arthur a été réfutée par plusieurs historiens, Kenneth Jackson, Ian Wood et d’autres, celle qui préfère Lucius Artorius Castus est également aujourd’hui abandonnée.

#### L'hypothèsesyncrétique

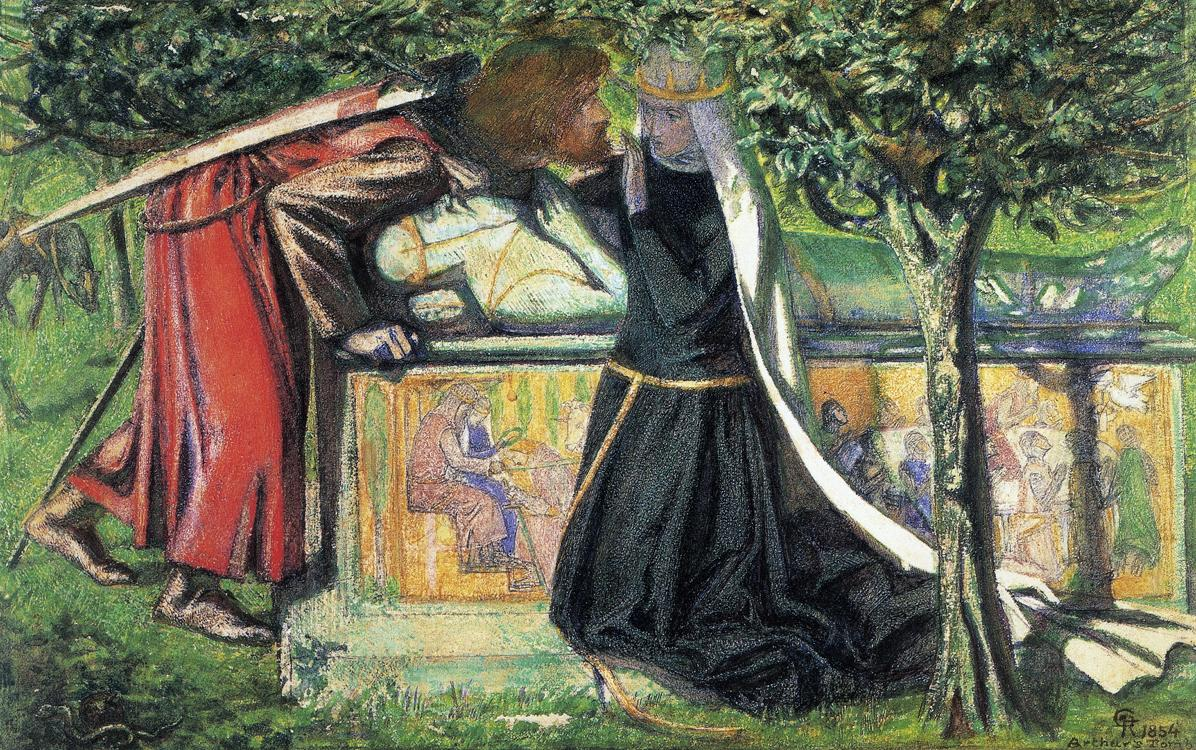
Lancelot et Guenièvre sur la tombe d'Arthur, par Dante Gabriel Rossetti, British Museum, 1855.

Le patronyme « Arthur » pouvait être courant à l'époque celtique et aurait pu ainsi désigner plusieurs chefs. L'amalgame du récit de différentes vies aurait pu servir à constituer celle du personnage mythologique. Ce nom connaît d'ailleurs une vogue très importante dans l'aristocratie celtique dans les années qui suivent la bataille de Camlann, où serait mort Arthur, entre 537 et 542.

### Chronologie approximative

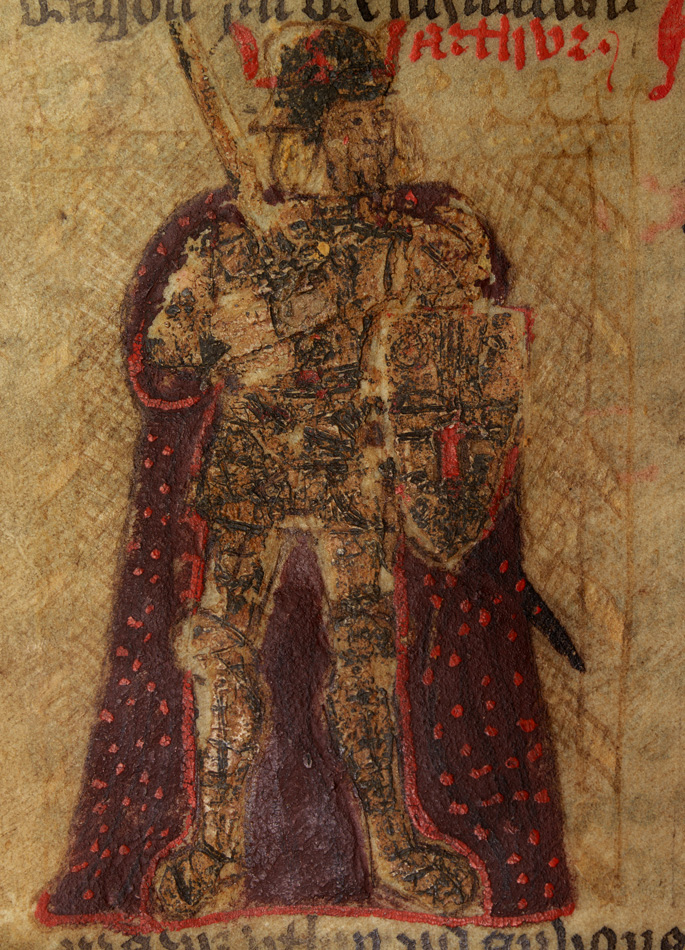
Roi Arthur. Une illustration tirée d'une version en langue galloise de lHistoria Regum Britanniae (Histoire des rois de Grande-Bretagne) de Geoffroy de Monmouth, XVe siècle.

- Vers 425 (ou 446) : Avènement de Vortigern.
- Vers 428 (ou 449) : Vortigern fait appel à des mercenaires saxons pour lutter contre les Pictes et les Scots.
- Vers 468 : Mort ou départ en exil de Vortigern (dates variables entre 446 et 488).
- Vers 469 : Uther Pendragon conçoit Arthur avec Ygern, épouse du chef des Bretons de Cornouaille[13]
- Vers 470 : Naissance d’Arthur (dates variables entre 456 et 492).
- Vers 480 : Mort d’Ambrosius Aurelianus (dates variables entre 455 et 530).
- Vers 485 : Mort d’Uther Pendragon (dates variables entre 460 et 495).
- Vers 500 : Avènement d’Arthur (dates variables entre 460 et 510).
- Vers 516 (ou 518) : Victoire des Bretons sur les Saxons au Mont Badon (dates variables entre 460 et 540).
- Vers 535 (ou 542) : Arthur affronte Mordred et est blessé à mort.

## Arthur, personnage légendaire, puis romance arthurienne
Pour de nombreux auteurs, la question de l'existence historique d'Arthur serait secondaire et la tentative de recherche d'un souverain historique auquel l'identifier reviendrait à une interprétation évhémériste du mythe.
Ces études ont davantage cherché à montrer que le personnage d'Arthur s'inscrit dans le cadre de la matière de Bretagne et du vieux fond de la mythologie celtique, voire de la tradition indo-européenne. Il a été avancé qu'Arthur serait ainsi un personnage mythologique, figure héroîsée du dieu de la mer Lir (supposé incarné par le Roi Lear), ou même un personnage fictif comme Beowulf (loup des abeilles, un surnom de l'ours).
Dépassant le cadre étroitement celtique, Joël Grisward a mis en lumière les ressemblances entre les légendes ossètes et la matière de Bretagne.

### Les premières légendes du roi Arthur
Le roi Arthur est apparu pour la première fois dans la littérature galloise. Dans le premier poème gallois retrouvé, le Y Gododdin, Aneirin (vers 575-600) écrit au sujet d'un de ses personnages qu'« il nourrissait des corbeaux noirs sur les remparts, alors qu'il n'était pas Arthur » (en gallois : « Gochorai brain du fur caer/ Cyn ni bai ef Arthur », traduit en anglais par « he fed black ravens on the ramparts, although he was not Arthur »). Mais ce poème composé d'une série d'épopées élégiaques peut être interprété de différentes manières.
Une autre ancienne référence au roi Arthur se trouve dans l'Historia Brittonum attribuée au moine gallois Nennius, qui aurait écrit cette Histoire galloise vers 830. Le roi Arthur est décrit comme un « chef de guerre » plutôt que comme un roi.
Le roi Arthur apparaît aussi dans l'histoire galloise Kulhwch et Olwen, habituellement associé avec les Mabinogion.
Les dernières parties du texte les Triades galloises font mention d'Arthur et situent sa cour à Celliwig en Cornouailles. Celliwig serait l'actuelle Callington ou Kelly Rounds, une colline fortifiée près d'Egloshayle.
Le roi Arthur (ou roi Artus) est aussi parfois décrit comme le chef des chasses fantastiques, comme la Chasse-galerie (un groupe de chasseurs mythiques), non seulement dans les Îles britanniques, mais aussi dans toute l'Europe occidentale.

### La romance du roi Arthur

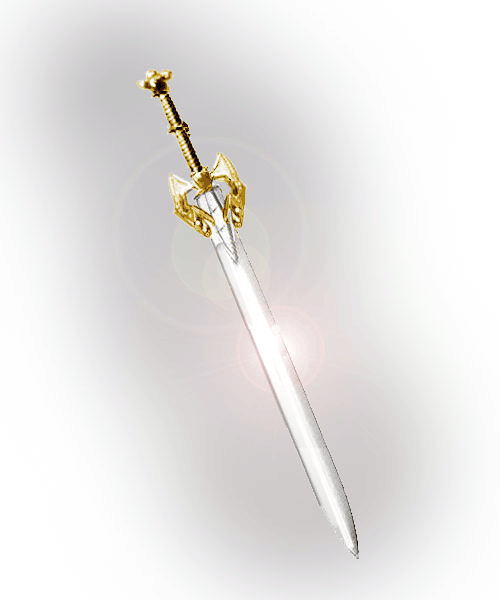
L'épée d'Arthur Caledfwlch (Excalibur).

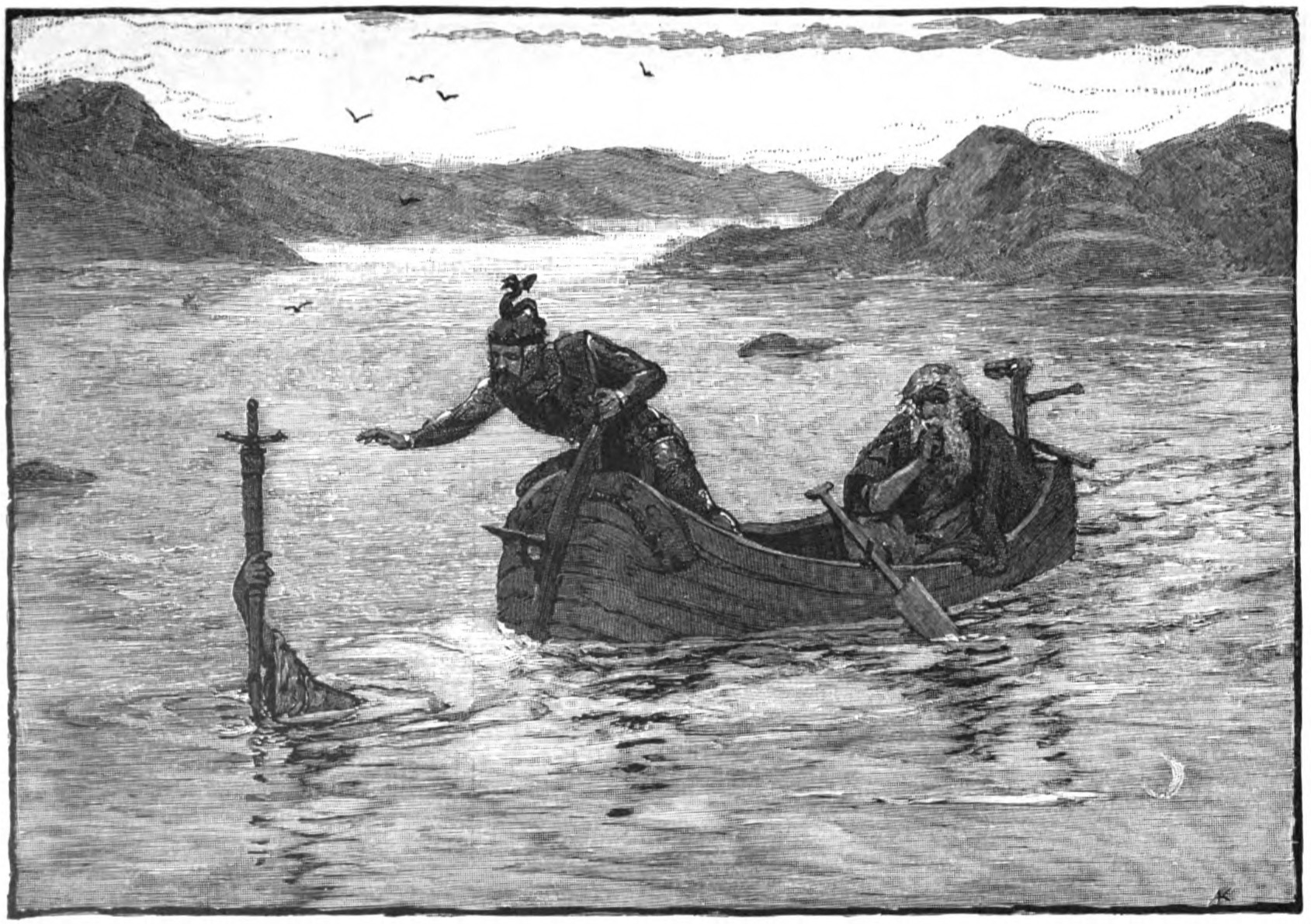
La Dame du Lac offrant Excalibur, par Alfred Kappes (1880).

En 1133, Geoffroy de Monmouth écrivit son Historia Regum Britanniae. Ce livre fut l'équivalent d'un best seller médiéval, et attira l'attention d'autres écrivains, tels que Wace et Layamon, sur ces histoires. Ces écrivains en profitèrent pour améliorer les histoires du roi Arthur.
Même si de nombreux érudits s'accordent sur le fait que Geoffroy a suscité l'intérêt médiéval pour le roi Arthur, une autre hypothèse existe. Les histoires concernant Arthur pourraient venir des traditions orales bretonnes, disséminées dans les cours royales et de la noblesse d'Europe grâce aux jongleurs professionnels. L'écrivain médiéval français Chrétien de Troyes raconta des histoires provenant de cette mythologie au milieu du XIIe siècle, de même que Marie de France dans ses lais, des poèmes narratifs. Les histoires provenant de ces écrivains et de beaucoup d'autres seraient indépendantes de Geoffroy de Monmouth.
Ces histoires, réunies sous le vocable de matière de Bretagne, devinrent populaires à partir du XIIe siècle. Dans ces histoires, Arthur rassembla les chevaliers de la Table ronde (en particulier Lancelot, Gauvain et Galaad). Cette assemblée était en général située à Camelot dans les derniers récits. Le magicien Merlin, dit « l'Enchanteur », y participait de temps en temps. Ces chevaliers participèrent à des quêtes mythiques, comme celle du Saint Graal. D'autres histoires du monde celtique ont été associées à la légende d'Arthur, notamment la légende de Tristan et Iseut. Dans les dernières narrations, l'amour entre le champion d'Arthur, Lancelot, et la reine Guenièvre devient la cause principale de la chute du monde arthurien.
Robert de Boron écrivit, dans son Merlin, qu'Arthur obtint son trône en tirant une épée d'un rocher et d'une enclume. Cet acte ne pouvait être effectué que par le Vrai Roi, ce qui signifie le roi choisi par (les) Dieu(x), ou l'héritier d'Uther Pendragon. Cette épée est dans certaines versions la célèbre Excalibur. Dans d'autres récits, Excalibur sort d'un lac, soutenue par Viviane, la Dame du Lac — une demoiselle sorcière —, et elle est remise à Arthur peu de temps après le début de son règne. L'épée pouvait trancher n'importe quoi, et son fourreau rendait son porteur invincible.

### La mort du roi Arthur

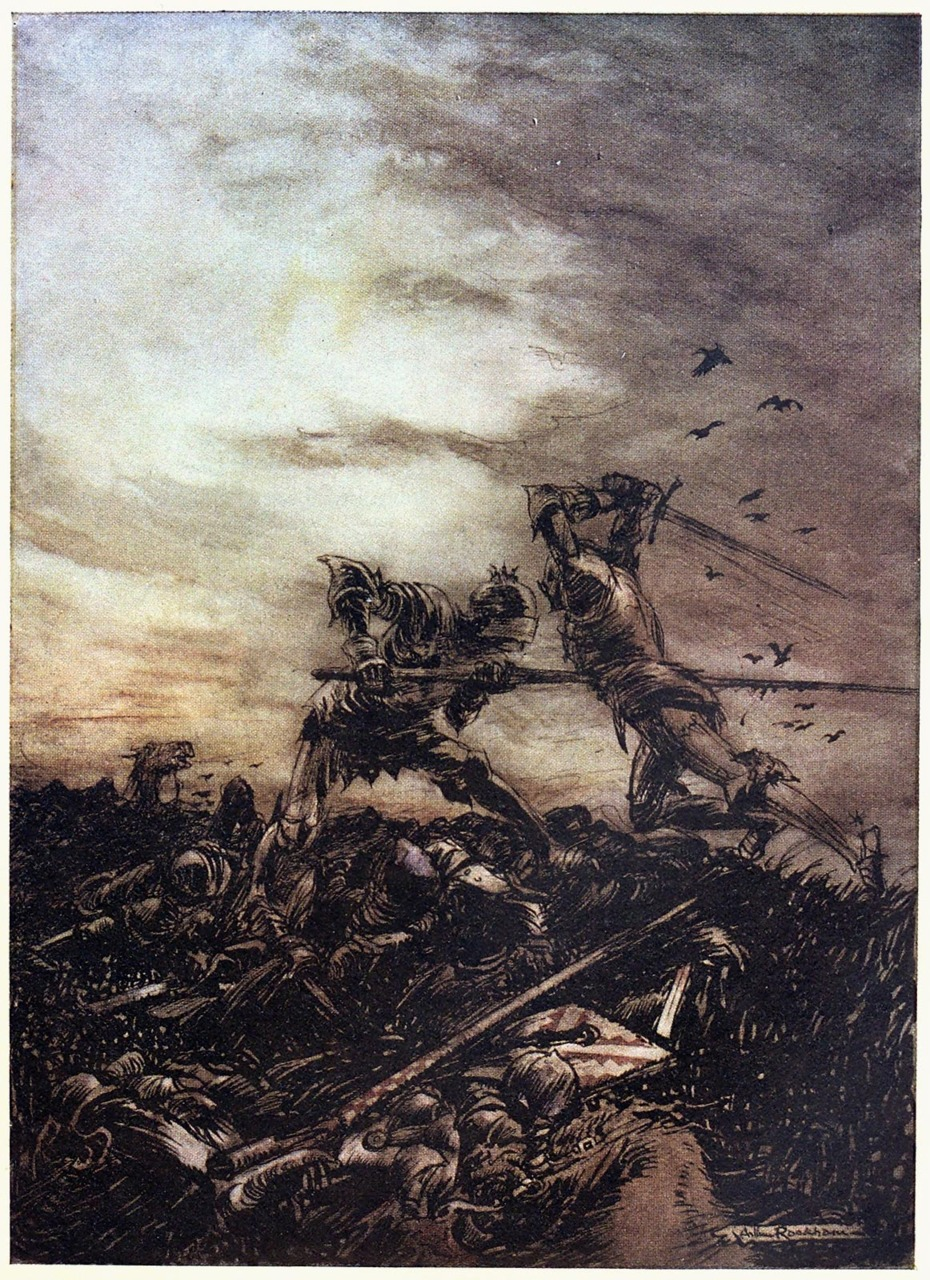
Le dernier affrontement d'Arthur et Mordred, vu par Arthur Rackham (1917).

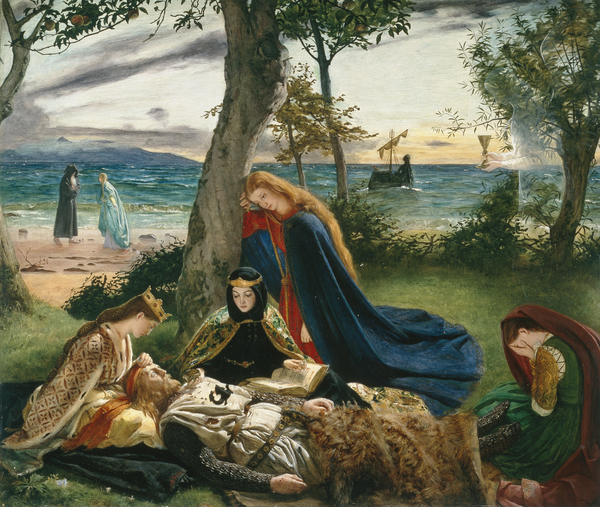
La Mort du roi Arthur par James Archer (1823 – 1904)

Le dernier combat d'Arthur, la bataille de Camlann, contre les forces de Mordred vit sa perte. Des histoires montrent que Mordred était un chevalier de la Table ronde et le fils incestueux d'Arthur et de sa sœur Morgane ou bien de sa demi-sœur Morgause. Le Roi Arthur fut mortellement blessé lors de cette bataille, et emmené à Avalon. Là, ses mains furent soignées ou son corps enterré dans une chapelle. D'autres textes disent qu'il n'est pas mort, mais qu'il s'est retiré dans Avalon, monde insulaire mystérieux ; le roi Arthur est en dormition et reviendra un jour. De nombreux lieux sont revendiqués comme étant l’Avalon dont parle la légende : Glastonbury (dans le Somerset, en Angleterre), l'île d'Avalon (un îlot sur la commune de Pleumeur-Bodou dans les Côtes-d'Armor), Burgh by Sands, ancienne forteresse Aballaka du Mur d'Hadrien, en Cumberland, à l'embouchure de l'Eden… Mais il faut préciser que les peuples celtiques transportent leurs légendes au fur et à mesure de leurs émigrations. Ceci explique donc qu'il y ait plusieurs forêts de Brocéliande, plusieurs Cornouailles…
La légende du roi Arthur s'est répandue dans toute l'Europe. Des images d'Arthur ont été retrouvées à de nombreux endroits. En particulier, dans la cathédrale de Modène en Italie, une gravure datée entre 1099 et 1120 représente Arthur et ses chevaliers attaquant un château. Une mosaïque de 1165 dans la cathédrale d'Otrante, près de Lecce, en Italie contient la représentation curieuse d'Arturus Rex portant un sceptre et chevauchant une chèvre. Des marchands du XVe siècle baptisèrent un Hall arthurien à Gdańsk, en Pologne. De nombreux lieux évoquent le roi Arthur en Bretagne, notamment la forêt de Brocéliande ou la Grotte Art en forêt de Huelgoat ou encore Glastonbury.

### Le symbolisme du roi Arthur

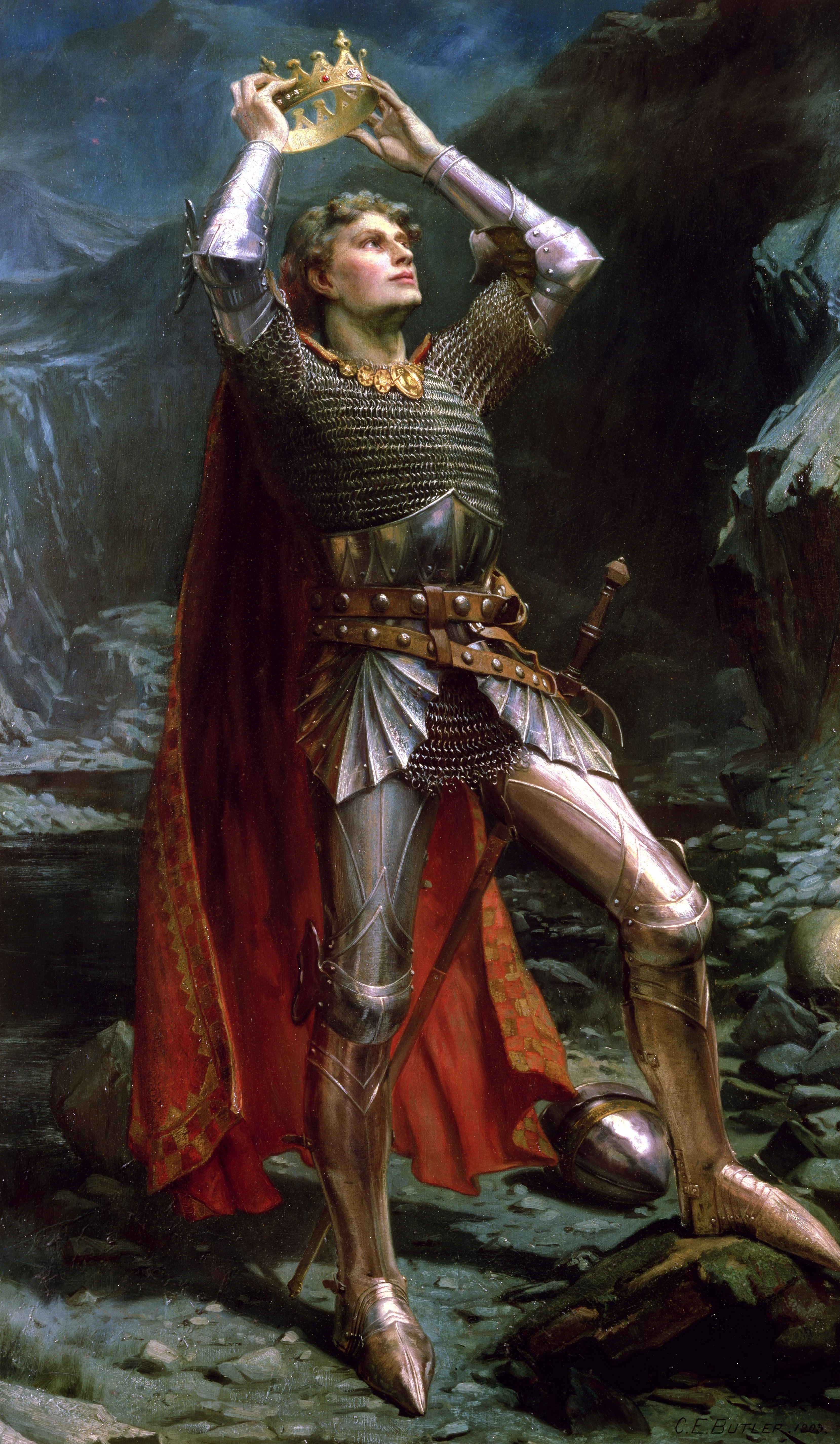
Le Roi Arthur par Charles Ernest Butler (1903)

Le roi unique et incontesté n'a jamais existé dans la civilisation celtique. Les divisions tribales (chefs de clans vassaux de rois provinciaux eux-mêmes vassaux d'un roi suprême) ont permis à Jules César de prendre le contrôle de la Gaule. En contrepartie, l'imaginaire populaire s'est emparé d'un roi, plus ou moins attesté, paré des atouts les plus nobles de sa charge : un homme fort, bon guerrier mais sage, fédérateur et bien conseillé. Même après sa disparition, il porte encore les espoirs d'un peuple : son sommeil n'est que temporaire, et il reviendra unir les « deux Bretagnes » et sauver les Bretons.

## Mythe et politique

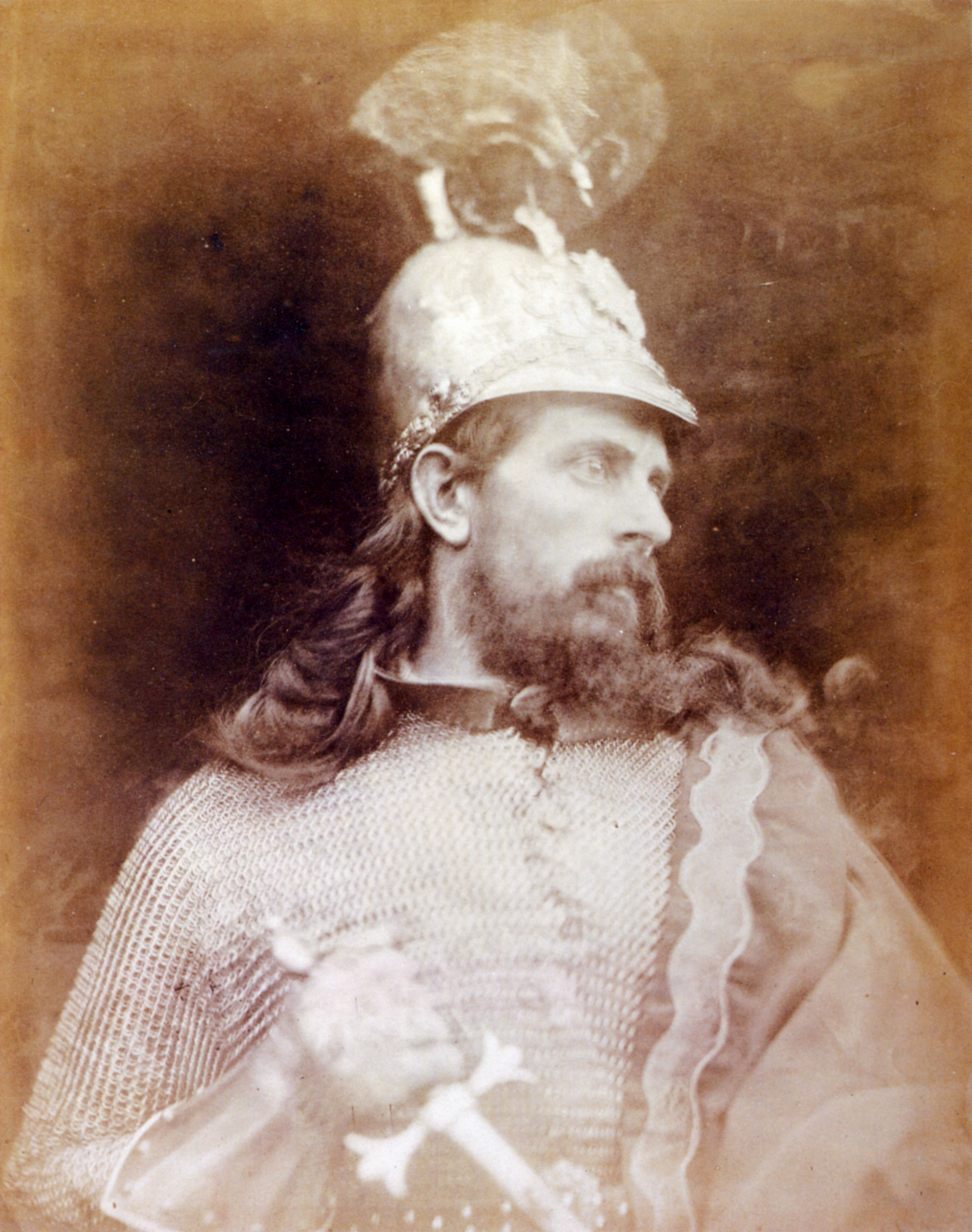
Illustration de Idylls of the King and Other Poems d'Alfred Tennyson
Photo de Julia Margaret Cameron, dans l'édition anglaise de 1874.

Au cours du XIIe siècle, le mythe arthurien est activement mobilisé dans les récits historiques et la mythologie politique, notamment via Geoffrey de Monmouth et les historiens postérieurs. La dynastie angevine s’appuie ainsi sur la légende arthurienne pour asseoir son pouvoir. Le couple royal est présenté comme descendant de la lignée troyenne via Arthur, un usage mythique conçu pour renforcer la continuité du royaume.
Henri II Plantagenêt se servit du mythe arthurien pour asseoir son pouvoir, maintenir son autorité et unifier l’île de Bretagne. L'importance de la tradition historiographique arthurienne outre-Manche explique ce faible pour le personnage historico-légendaire du roi Arthur. En effet, le tour de force de Geoffroy de Monmouth, notamment, était d'avoir fait d'Arthur un souverain prestigieux, à la renommée duquel l'aristocratie laïque anglo-normande s'était peu à peu associée, au point de se l'approprier selon une démarche qui rencontre les préoccupations politiques d'Henri II.
Couronné en 1154 après moult difficultés (petit-fils d'Henri Ier, désigné comme successeur mais écarté du trône par le neveu du roi défunt), il confisque la légende à son profit. Afin d’estomper les origines non-anglaises de la dynastie des Plantagenêt, Henri II préférera s’appuyer sur la civilisation bretonne en se présentant comme le digne successeur d’Arthur, bel et bien mort lors de l’ultime bataille. Car le monarque doit affirmer son autorité : vassal du roi de France pour le duché de Normandie, il a besoin du soutien breton contre les revendications des Saxons, qui ont du mal à accepter la domination normande sur l’Angleterre. Afin de renforcer cette analogie, il tente même sans succès de conquérir l’Irlande et l’Écosse afin de réunir sous sa bannière l’ensemble du royaume supposé d’Arthur.
Il se rendit à Glassenbury (ou Glastonbury), où des moines de l'abbaye annoncèrent avoir découvert la tombe d'Arthur et de Guenièvre quelques années après l'incendie de leur église en 1184. Sa reconstruction nécessitait des fonds importants, d'où l'idée des moines, selon l'érudit britannique le docteur Robert Dunning, de broder à partir d'une supposée tombe royale toute une légende autour d'Arthur, de Joseph d'Arimathie, du Saint-Graal ou du chevalier Lancelot, en s'inspirant des écrits de leur évêque Geoffroy de Monmouth. Cette légende ne manquerait pas ainsi d'attirer d'importants donateurs et d'accroître sa renommée par rapport à sa rivale l'Abbaye de Saint Denis. Ces fouilles furent faites en un lieu que des vers chantés par un pâtre indiquaient comme étant l'endroit de la sépulture d'un grand homme. Giraud de Barri, aumônier du roi Henri II Plantagenêt rapporte qu'on en retira, parmi divers débris, un cercueil de pierre décoré d'une petite croix de plomb, sur laquelle était inscrit :

« Hic jacet sepultus inclutvs rex Arturius cum Wenneveria uxore cum sua secunda in insula Avallonia », inscription qu'il traduit ainsi : « Ci gît le célèbre roi Arthur enseveli avec Wenneveria, sa seconde femme, dans l’île d’Avallonie ». »

Cette prétendue découverte ne produisit pas néanmoins l'effet qu'il en attendait. L'espérance bretonne perdura. Elle était si vive au temps d'Alan de Tewkesbury, que ce savant a écrit dans ses explications des prophéties de Merlin : « On serait lapidé en Bretagne, si l'on osait dire qu'Arthur est mort. » Ces tombes furent visitées par beaucoup de personnes, et déplacées vers une nouvelle sépulture en 1278. Celle-ci fut détruite pendant la Réforme anglaise du XVIe siècle.
Profitant de la popularité d'Arthur, les Angevins ont ainsi présenté  le souverain mythique comme un ancêtre, au même titre que les Troyens ce qui les plaçait sur un pied d'égalité avec les autres monarchies européennes qui revendiquaient également une origine troyenne. Une partie de la propagande consistait également à promouvoir des ouvrages historiques en langue vernaculaire visant à atteindre un public plus large à la cour.
Dans l'imaginaire en Bretagne continentale, il représente l'unité du peuple breton, puisqu'il était roi des deux Bretagnes. Les auteurs du Moyen Âge l'ont actualisé selon les canons courtois de l'époque en faisant de lui un modèle de noblesse et de vertu chrétienne.
Arthur a aussi beaucoup servi pendant la Seconde Guerre mondiale chez les Britanniques pour raviver les efforts de la population face au risque d'invasion de l'Allemagne nazie.

### Famille et descendance
Arthur est le fils d'Uther Pendragon, roi des Bretons, et d'Igraine (ou Ygerne), veuve de Gorlois (ou Gorlais), duc des Cornouailles.
Il est le frère d’Anna (Morgause), épouse du roi Loth d'Orcanie, et aussi de la fée Morgane.
Il épouse Guenièvre, fille de Léodagan, roi de Carmélide.
Certaines œuvres lui attribuent la paternité de Lohot, et de Mordred, né d'une relation incestueuse avec sa demi-sœur.

### Héraldique
La vie des chevaliers de la Table Ronde est antérieure à l'apparition de l'héraldique, mais la notoriété du roi Arthur lui a valu l'attribution d'armes qui, du fait de l'anachronisme, relèvent des armoiries imaginaires.
Hiérosme de Bara, dans son ouvrage Le Blason des Armoiries, énonce ceci : « De Artus, qu'on dit avoir été roy de la grande Bretaigne, quelques-uns ont dit qu'il n'avoit que trois couronnes, les autres six, un autre neuf, tantost mises en triangle maintenant en pal, et ainsi diversement ».
Concernant la variante à 13 couronnes, Pastoureau pense à une mauvaise lecture de treis[réf. souhaitée].

À trois couronnes, classique, donc ordonnées 2 et 1.
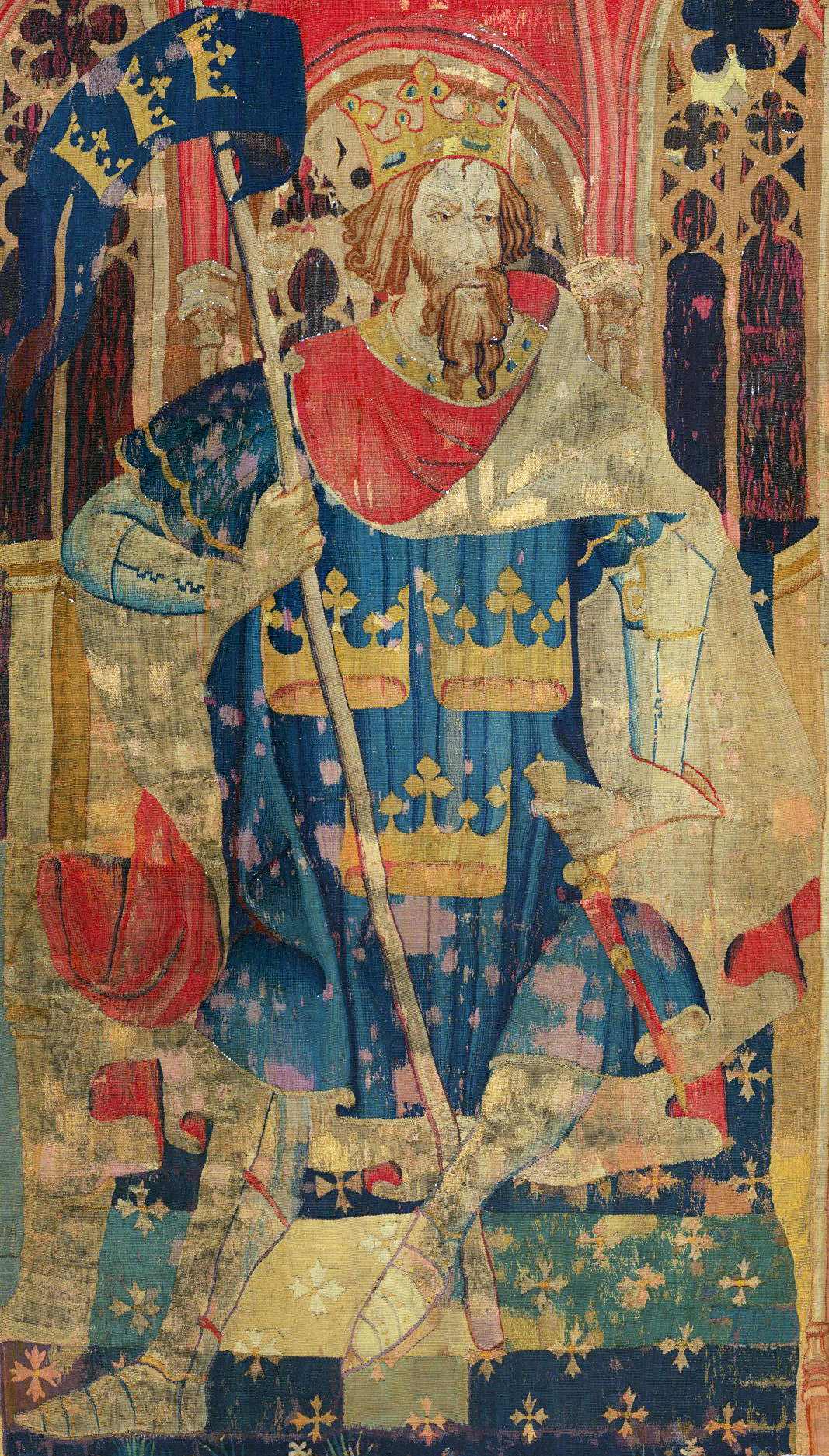
En triangle (2 et 1) sur le surcot, mais en pal sur la bannière.
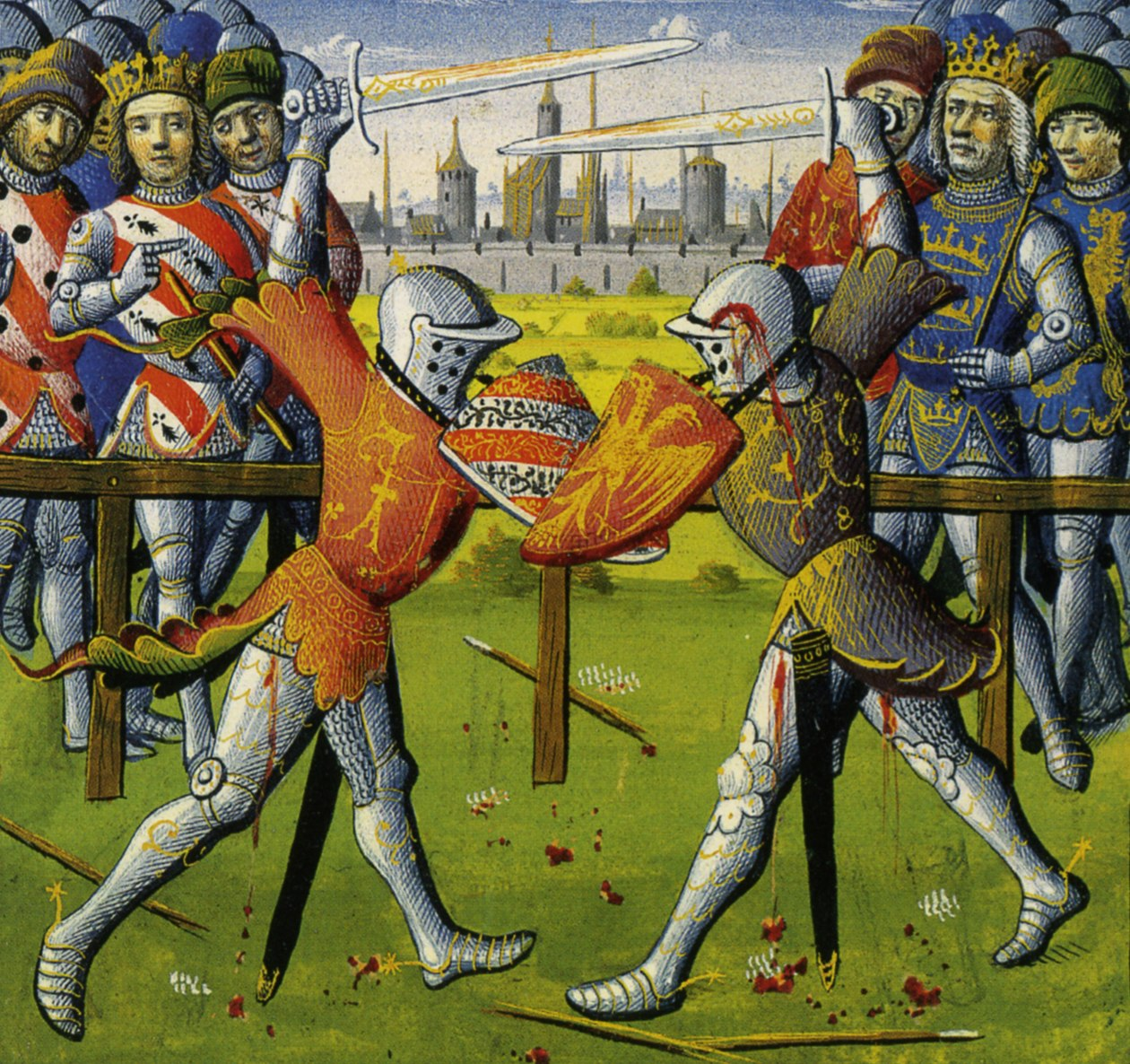
En pal (Arthur est à droite, derrière Gauvain combattant).
À treize couronnes, 4, 4, 4 et 1.
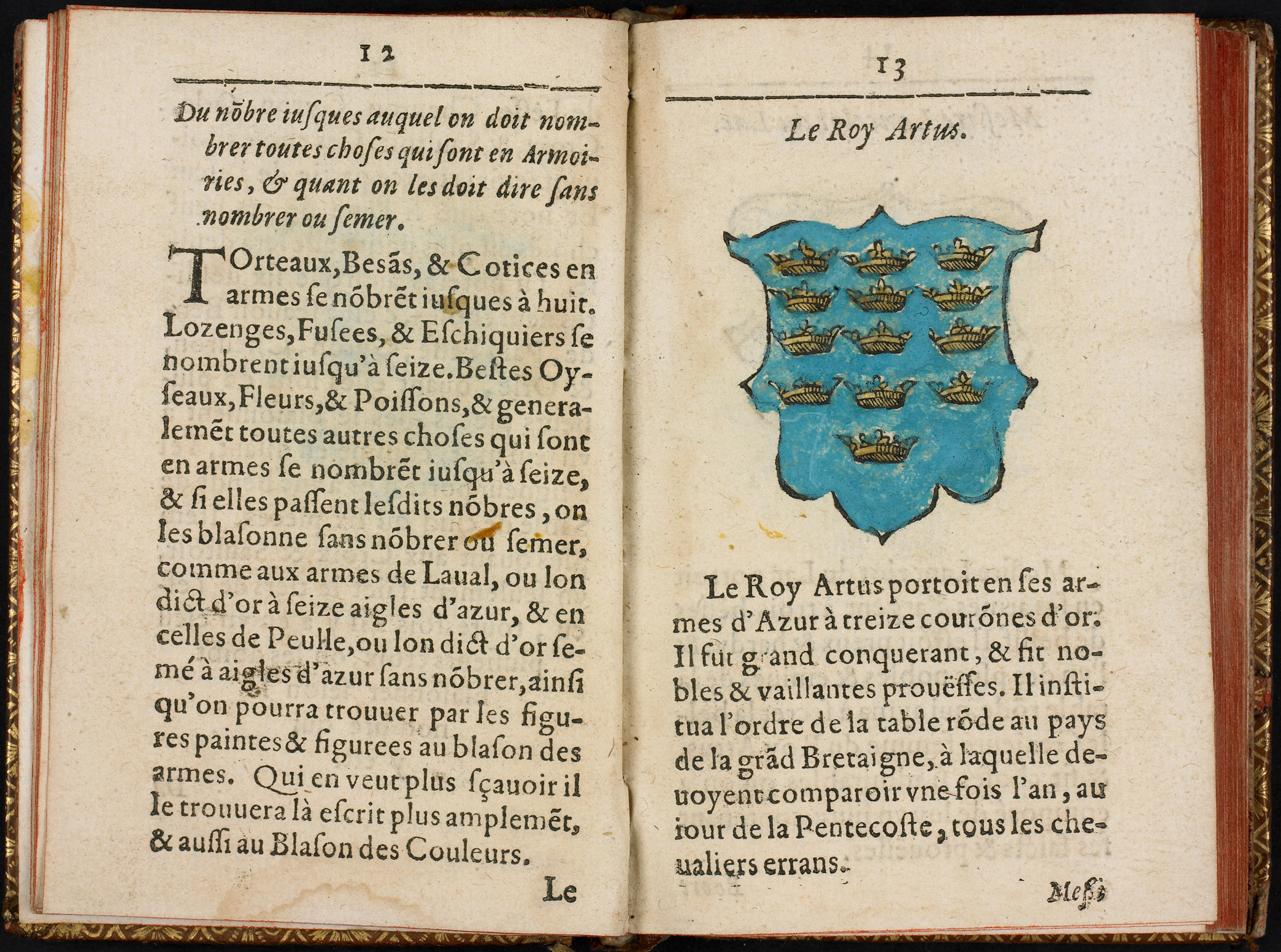
Relevé dans de nombreux ouvrages, dont De Bara.

## Œuvres dans lesquelles Arthur tient un rôle essentiel
Le roi Arthur a inspiré d'innombrables œuvres dans plusieurs domaines artistiques et culturels : dans l'architecture, les bandes dessinées, les chansons, les ballades, le cinéma, la radio, la télévision, les jeux vidéo, la littérature (poésie, roman, théâtre), la musique (opéras et oratorios), la peinture, les sculptures, les tapisseries, les vitraux,... etc. C'est l'un des Neuf Preux des romans de chevalerie du XIVe siècle.

## Hommages
L'astéroïde (2597) Arthur, découvert en 1980, est nommé en son honneur.